# Српска напредна странка (Република Српска)
Српска напредна странка (скраћено СНС) је конзервативна политичка странка у Републици Српској и Босни и Херцеговини.
Српска напредна странка регистрована је 2009. године, а изборна скупштина је одржана 2010. године. Приликом оснивања имала је подршку истоимене Српске напредне странке и њених предсједника и потпредсједника Томислава Николића и Александра Вучића.

## Оснивање
Странка је у Основном суду у Бањој Луци регистрована 2009. године, са Луком Кецманом на мјесту предсједника странке. Кецман и тадашњи замјеник предсједника СНС-а у Србији Александар Вучић, су почетком 2010. отворили канцеларију СНС-а у Бањој Луци, и најавили учешће на предстојећим општим изборима.

## Изборна скупштина и борба око мјеста предсједника странке
На изборној скупштини СНС-а у Бањој Луци маја 2010. године за предсједника странке је изабран Адам Шукало. Изборној скупштини је присуствовао и тадашњи предсједник СНС-а у Србији Томислав Николић.
Након лоших резултата на општим изборима 2010, крајем године долази до покушаја смјене Шукала са мјеста предсједника и неуспјелог покушаја избора Хаџи Јована Митровића за предсједника странке. Следеће 2011. године Митровић је изабран за предсједника странке, Шукало то покушава оспорити, а случај завршава на суду. Суд током 2012. доноси одлуку да је Митровић предсједник странке, а коначну одлуку 2013. године. У финансијском извјештају странке према Централној изборној комисији за 2012. годину као предсједник странке је наведем Митровић. Шукало ће након одлуке суда основати Напредну Српску.
Нова превирања око предсједника странке су се десила крајем 2017. када је судским рјешењем као предсједник уписан Љубиша Алаџић. Како је објављено, на скупштини уједињења пет странака у фебруару 2018. године у Бањој Луци, Српској напредној странци су се присајединиле Јединствена напредна странка, Српска напредна странка - изворна, Српска радикална странка "9. јануар" и Српска напредна странка Републике Српске (иако је овој странци забрањен рад 2008.). Тада је за предсједника СНС-а изабран Дарко Матијашевић, бивши министар унутрашњих послова Републике Српске. Бивши предсједник странке Јован Хаџи Митровић је оспоравао судску одлуку којом он више није предсједник странке, јер није правоснажна, те Централна изборна комисија првобитно није овјерила учешће странке пред опште изборе 2018, међутим накнадно је овјерена пријава СНС-а, и овјерена кандидатура Дарка Матијашевића у трци за предсједника Републике Српске.

## Предсједници
| Бр. | Председник          | Председник | Рођен-Умро | Почетак функције  | Крај функције     |
| --- | ------------------- | ---------- | ---------- | ----------------- | ----------------- |
| 1.  | Лука Кецман         |            | 1962–      | 19. март 2009.    | 15. мај 2010.     |
| 2.  | Адам Шукало         |            | 1978–      | 15. мај 2010.     | 2013.             |
| 3.  | Хаџи Јован Митровић |            | 1960–      | 2013.             | 2017.             |
| 4.  | Љубиша Алаџић       |            | ?–         | 2017.             | 24. фебруар 2018. |
| 5.  | Дарко Матијашевић   |            | 1968–      | 24. фебруар 2018. | тренутно          |

## Резултати
| Избори | # гласова | % од важећих | # посланика | Влада            |
| ------ | --------- | ------------ | ----------- | ---------------- |
| 2010.  | 11.384    | 1,80%        | 0 / 83      | ванпарламентарна |
| 2014.  | 13.942    | 2,11%        | 0 / 83      | ванпарламентарна |
| 2018.  | 3.595     | 0,53%        | 0 / 83      | ванпарламентарна |